# Walnut Creek (Ort, Kalifornien)
|  | Dieser Artikel wurde aufgrund von inhaltlichen Mängeln auf der Qualitätssicherungsseite des Projektes USA eingetragen. Hilf mit, die Qualität dieses Artikels auf ein akzeptables Niveau zu bringen, und beteilige dich an der Diskussion! Eine nähere Beschreibung der zu behebenden Mängel fehlt. |

Walnut Creek ist eine Stadt im Contra Costa County im US-Bundesstaat Kalifornien. Die Stadt stellt eine principal city der Metropolitan Statistical Area San Francisco–Oakland–Fremont dar, die wiederum Teil der San Francisco Bay Area ist. Das Stadtgebiet hat eine Größe von 50,5 km². Das U.S. Census Bureau hat bei der Volkszählung 2020 eine Einwohnerzahl von 70.127 ermittelt.
In den 1940er Jahren erschien hier die erste Gratiszeitung der USA.
Bis zu seiner Auflösung 2015 befand sich in Walnut Creek das Hauptstudio des Computerspielherstellers Maxis.
Während der COVID-19-Pandemie kam die Stadt im Mai 2020 weltweit in die Schlagzeilen, als aus dem örtlichen John Muir Medical Center berichtet wurde, es habe die sonst in einem Jahr übliche Zahl von Suizidversuchen in nur vier Wochen erreicht und damit mehr Selbstmordtote aufgrund der Massenquarantäne („Lockdown“) als Sterbefälle durch das „Coronavirus“ SARS-CoV-2 zu beklagen. Zuvor hatte der Leiter der Notaufnahme des Krankenhauses, Mike deBoisblanc, im ABC-Lokalsender KGO-TV die Zahl der versuchten Selbsttötungen „beispiellos“ genannt, was unter anderem der Fox News Channel aufgriff.

## Städtepartnerschaften
- Siófok, Ungarn
- Noceto, Italien

## Söhne und Töchter der Stadt
- Matt Anger (* 1963), Tennisspieler
- Kristen Babb-Sprague (* 1968), Synchronschwimmerin
- Jabari Bird (* 1994), Basketballspieler
- Garett Bolles (* 1992), Footballspieler
- Jessica Bowman (* 1980), Schauspielerin
- David Brown (1928–2004), Ruderer
- Chelsea Chenault (* 1994), Schwimmerin
- Peilin Chou (* 1971), Filmproduzentin
- TJ Cox (* 1963), Politiker
- Corey Duffel (* 1984), Profi-Skateboarder
- Amit Elor (* 2004), Ringerin
- Peter Heizer (* 1977), US-amerikanisch-deutscher Basketballspieler
- Kyle Gass (* 1960), Musiker
- Debbie Graham (* 1970), Tennisspielerin
- Alice Greczyn (* 1986), Schauspielerin
- Julia Hiller (* 1987), Leichtathletin
- Sabrina Ionescu (* 1997), Basketballspielerin
- Randy Johnson (* 1963), Baseballspieler
- Matteo Jorgenson (* 1999), Radrennfahrer
- Douglas A. Kelt (* 1959), Mammaloge
- Kara Kohler (* 1991), Ruderin und Olympionikin
- Jeff Madrigali (* 1956), Regattasegler
- Daron Rahlves (* 1973), Skirennläufer
- Greg Sestero (* 1978), Schauspieler, Autor, Produzent und Model
- Shoshannah Stern (* 1980), Schauspielerin
- Christy Turlington (* 1969), Fotomodell
- Dan Vickrey (* 1966), Musiker
- Katie Volynets (* 2001), Tennisspielerin
- Matthew Wood (* 1972), Tontechniker und Synchronsprecher
- The Story So Far, Pop-Punk-Band